# Гречнёв, Владимир Анатольевич
Владимир Анатольевич Гречнёв (25 июля 1964) — советский и российский футболист, полузащитник. Мастер спорта СССР (1986).

## Карьера
Воспитанник футбольной школы Динамо (Москва), учился в группе подготовки у Геннадия Гусарова.
С 1981 играл в дубле ЦСКА. В 1984 дебютировал за основной состав. Во 2-м круге сезона 1985 года перешёл в клуб «Торпедо» Москва. В чемпионатах СССР за «Торпедо» провел 118 матч, забил 33 мяча. В 1990, в период обновления «Торпедо», переехал в Польшу. Заключил контракт с клубом «Шлёнск» Вроцлав, в котором провел 2 сезона.
С 1992 играл в Израиле за клуб «Бейтар» Иерусалим. В 1995 вернулся в «Торпедо», провел 3 игры, после чего снова уехал в Израиль. Играл за «Хапоэль» Ришон-ле-Цион (1996).
В 1996 играл за «Кузбасс» Кемерово. Затем играл за «Торпедо-ЗИЛ» (1997), «Торпедо» Волжский (1997). В 1998 провел 27 игр за клуб второй лиги «Торпедо» Владимир.
В конце 90-х оказался в тюрьме, поскольку невольно оказался замешан в деле «черных риэлторов».
После этого стал заниматься тренерской деятельностью. Старший тренер ФК «Химки» (декабрь 2001 — декабрь 2002). Тренер «Спартак-2» (февраль 2007 — март 2008).
Тренер СДЮШОР «Москва» (декабрь 2003 — декабрь 2006, с мая 2008 года). Работал с мальчиками 1996 г.р..
Позже — тренер СДЮШОР «Юность Москвы — Торпедо». С 2008 года — тренер в школе «Торпедо» Москва.

## Достижения
- Чемпион Израиля 1992/1993.
- Бронзовый призёр чемпионата СССР 1988.
- Обладатель Кубка СССР 1986 года.
- Вице-чемпион первой лиги СССР 1985.
- Финалист Кубка СССР 1988, 1989, 1991.
- В Еврокубках провёл 13 игр и забил 4 гола[9].
- Обладатель рекорда СССР по реализации 11-метровых ударов — 13 из 13[10].

## Семья
Женат, двое детей.